# Borysławice Kościelne
Borysławice Kościelne – wieś w Polsce położona w województwie wielkopolskim, w powiecie kolskim, w gminie Grzegorzew.
Najstarsza wzmianka o istnieniu wsi pochodzi z 1384 roku. 
We wsi znajduje się szkoła podstawowa.  
W latach 1954–1971 wieś należała i była siedzibą władz gromady Borysławice Kościelne, po jej zniesieniu w gromadzie Kłodawa. W latach 1975–1998 miejscowość administracyjnie należała do województwa konińskiego.

## Kościół
Drewniany kościół Wniebowzięcia NMP zbudowany został w 1759 r. z fundacji Antoniego Gorzeńskiego – ówczesnego właściciela wsi. Restaurowany czterokrotnie. Orientowany, konstrukcji zrębowej, oszalowany. Jednonawowy z węższym i nieco niższym prezbiterium, zamkniętym wielobocznie. Przy nawie od północy i zachodu dwie kruchty. Strop płaski z zaokrąglonymi narożnikami. Belka tęczowa z datą budowy, napisem fundacyjnym i krucyfiksem barokowym. Chór muzyczny wsparty na czterech słupach, w części środkowej wysunięty. Dachy dwuspadowe, gontowe z zadaszeniem od zachodu. Na nawie wieżyczka na sygnaturkę. Dwoje drzwi drewnianych z okuciami z połowy XVIII wieku. Wewnątrz trzy ołtarze o charakterze barokowym. W głównym fragmenty ołtarza z ok. 1640 r. z płaskorzeźbionymi scenami Ucieczki do Egiptu oraz Aarona ze św. Janem Chrzcicielem, w bogatych obramieniach, pochodzących z kościoła w Kłodawie. W ołtarzach bocznych obrazy osiemnastowieczne: św. Rocha, św. Krzysztofa i Wniebowzięcia NMP oraz św. Benona z 1815 r. o charakterze ludowym. Ambona i chrzcielnica rokokowe. Obrazek malowany dwustronnie na drzewie w rzeźbionej ramie rokokowej, przedstawiający świętych: Rocha i Izydora. Stacje Drogi Krzyżowej z końca XVIII wieku. Dwa feretrony z obrazami świętych o charakterze ludowym. Przy kościele dzwonnica z połowy XVIII wieku; drewniana, konstrukcji słupowej, oszalowana. Parafia Borysławice administracyjnie należy do dekanatu kłodawskiego (diecezja włocławska).